# 2467 Коллонтай
2467 Коллонтай (2467 Kollontai) — астероїд головного поясу, відкритий 14 серпня 1966 року.
Тіссеранів параметр щодо Юпітера — 3,632.